# Post-Mersh Vol. 1
Post-Mersh Vol. 1 – siódmy album zespołu Minutemen wydany w 1987 przez wytwórnię SST Records. Zawartość płyty stanowią albumy wydane wcześniej: The Punch Line (1981) i What Makes a Man Start Fires? (1983). Materiał nagrano w lutym 1981 w "Media Art" (Hermosa Beach, Hrabstwo Los Angeles) oraz 3 lipca i w sierpniu 1982 w studiu "Music Lab" (Hollywood).

## Lista utworów
1. "Search" (G. Hurley, M. Watt) – 0:54
2. "Tension" (M. Tamburovich, M. Watt) – 1:20
3. "Games" (D. Boon, M. Watt) – 1:04
4. "Boiling" (G. Hurley, M. Watt) – 0:57
5. "Disguises" (D. Boon) – 0:48
6. "The Struggle" (D. Boon) – 0:41
7. "Monuments" (G. Hurley, M. Watt) – 0:51
8. "Ruins" (G. Hurley, M. Watt) – 0:49
9. "Issued" (G. Hurley, M. Watt) – 0:40
10. "The Punch Line" (M. Watt) – 0:41
11. "Song for El Salvador" (D. Boon) – 0:32
12. "History Lesson" (D. Boon) – 0:38
13. "Fanatics" (M. Watt) – 0:31
14. "No Parade" (D. Boon) – 0:51
15. "Straight Jacket" (M. Watt) – 0:59
16. "Gravity" (G. Hurley, M. Watt) – 0:57
17. "Warfare" (G. Hurley, M. Watt) – 0:55
18. "Static" (D. Boon, M. Watt) – 0:53
19. "Bob Dylan Wrote Propaganda Songs" (M. Watt) – 1:27
20. "One Chapter in the Book" (M. Watt) – 1:00
21. "Fake Contest" (M. Watt) – 1:44
22. "Beacon Sighted Through Fog" (M. Watt) – 1:00
23. "Mutiny in Jonestown" (D .Boon, M. Watt) – 1:06
24. "East Wind/Faith" (G. Hurley, M. Watt) – 2:10
25. "Pure Joy" (G. Hurley, M. Watt) – 1:30
26. "'99" (G. Hurley, M. Watt) – 1:00
27. "The Anchor" (G. Hurley, M. Watt) – 2:30
28. "Sell or Be Sold" (D .Boon, M. Watt) – 1:45
29. "The Only Minority" (D .Boon, M. Watt) – 1:00
30. "Split Red" (D .Boon, M. Watt) – 0:52
31. "Colors" (D .Boon, M. Watt) – 2:05
32. "Plight" (D .Boon, M. Watt) – 1:37
33. "The Tin Roof" (M. Watt) – 1:08
34. "Life As A Rehearsal" (M. Watt) – 1:35
35. "This Road" (M. Watt) – 1:26
36. "Polarity" (M. Watt) – 1:44

- utwory 1-18: album The Punch Line
- utwory 19-36: album What Makes a Man Start Fires?

## Skład
- D. Boon – śpiew, gitara
- Mike Watt – śpiew, gitara basowa
- George Hurley – perkusja
- Joe Baiza – gitara w "Beacon Sighted Through Fog" i "East Wind/Faith"

produkcja
- Spot – producent